# Luigi Valenti Gonzaga
Luigi Valenti Gonzaga, italijanski rimskokatoliški duhovnik, škof in kardinal, * 15. oktober 1725, Roveredo, † 29. december 1808.

## Življenjepis
29. junija 1764 je prejel duhovniško posvečenje; 9. julija istega leta je bil imenovan za naslovnega nadškofa Cezareje v Cappadocii; 25. julija je prejel škofovsko posvečenje in 27. julija 1764 je bil imenovan za apostolskega nuncija v Švici. 
2. septembra 1773 je bil imenovan še za apostolskega nuncija v Španiji.
15. aprila 1776 je bil povzdignjen v kardinala in pectore in 20. maja istega leta je bil ponovno imenovan za kardinala.
30. marca 1778 je bil ustoličen kot kardinal-duhovnik S. Agnese fuori le mura in 29. novembra 1790 še za Ss. Nereo ed Achilleo.
Leta 1795 je bil imenovan za kardinal-škofa Albana, 12. januarja 1802 za knjižničarja Vatikanske knjižnice in 3. avgusta 1807 za kardinal-škofa Porta e Santa Rufine.